# Зайнетдинов, Камиль Измаилович
Камиль Измаилович Зайнетдинов (тат. Камил Измаил улы Зәйнетдинов; 1930—2013) — горный инженер, лауреат Государственной премии СССР.

## Биография
Родился в 1930 году в Средней Азии.
После окончания Среднеазиатского политехнического института (1953) работал на ГМЗ (гидрометаллургическом заводе) Ленинского комбината: мастер, начальник смены, начальник цеха. С 1963 года директор ГМЗ на Киргизском горно-химическом комбинате.
С февраля 1968 года директор ГМЗ в Лермонтовском ГХРУ (горно-химическом рудоуправлении) (Рудоуправление № 10). С 1969 года главный инженер ГХРУ.
С ноября 1989 года главный инженер Лермонтовского производственного объединения «Алмаз».
С 1994 года, после закрытия предприятия, — на пенсии, жил в г. Лермонтов.
Умер 7 марта 2013 года.

## Награды
Лауреат Государственной премии СССР за 1988 год — за разработку и внедрение технологии производства скандиевой продукции. Награждён орденами «Знак Почёта», Трудового Красного Знамени.